# Ochiul găinii

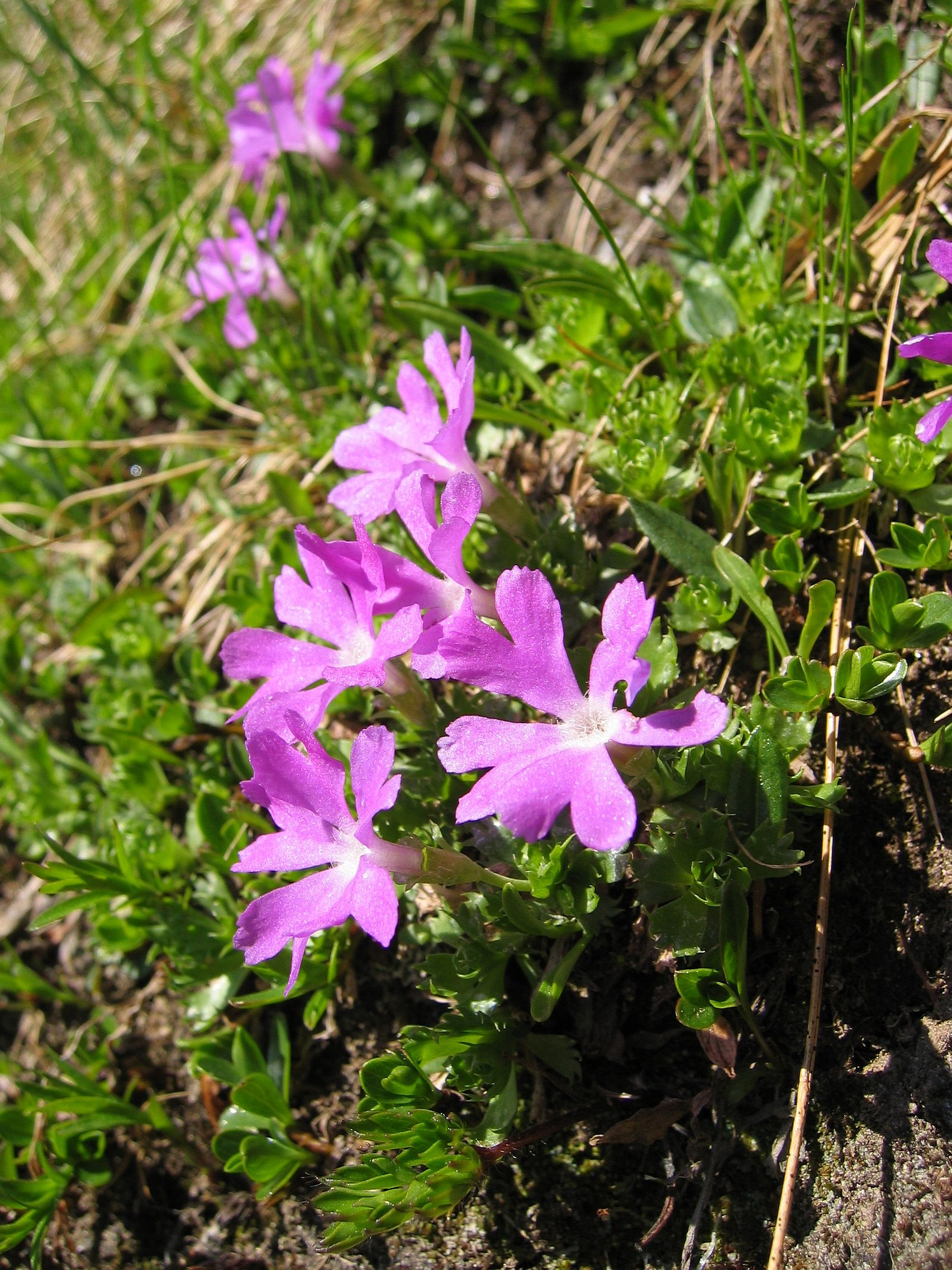
Primula minima

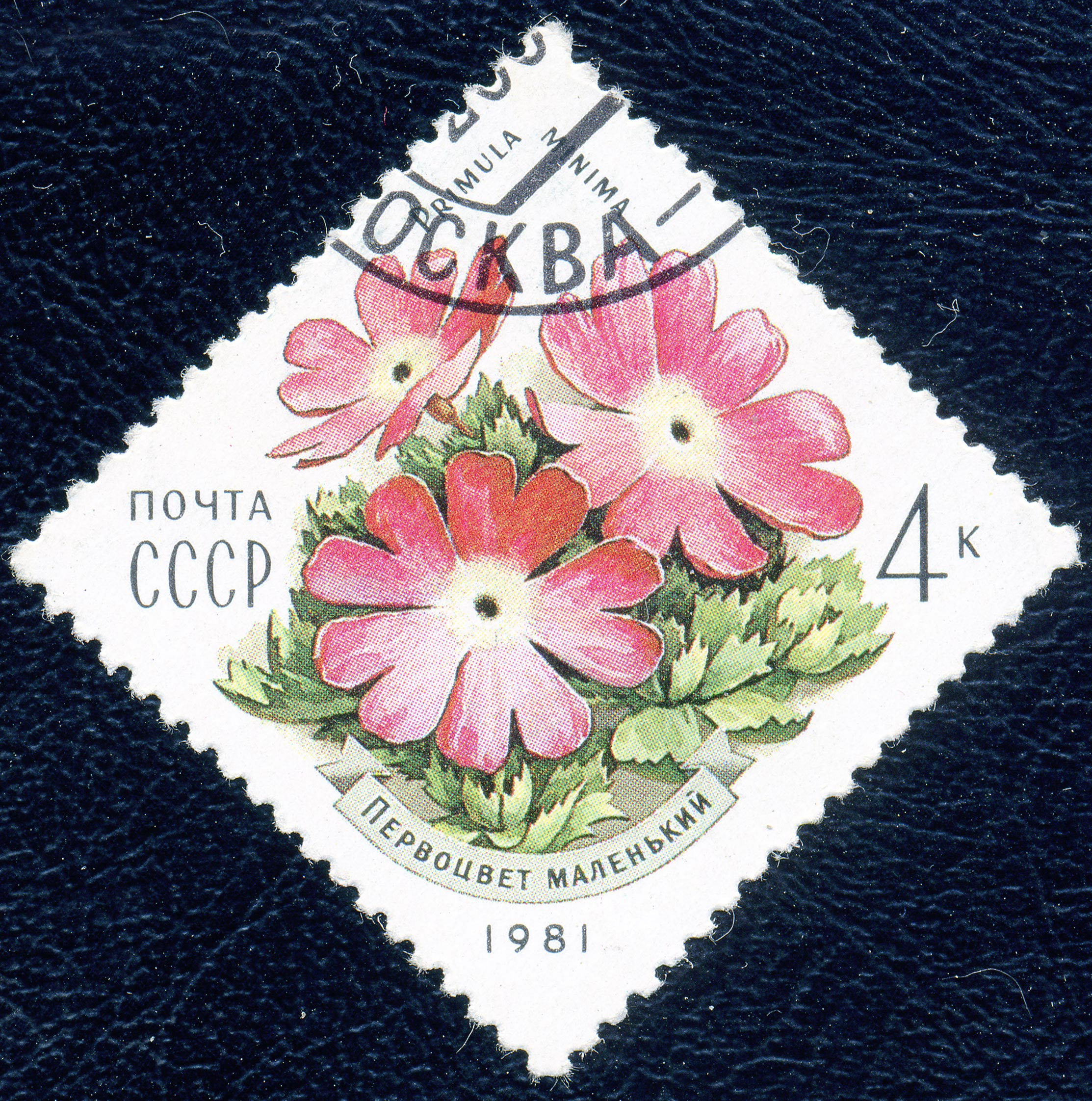
Marcă poștală sovietică cu Ochiul găinii

Ochiul găinii (Primula minima) este o plantă foarte scundă din genul Primula, familia Primulaceae. Tulpina are 20-40 mm și are frunze doar la bază. Frunzele mici, fără codiță, lucioase, lățite la vârf, stau în formă de rozetă. Ochiul găinii înflorește în lunile aprilie-iunie.
Se găsește în România prin pășunile munților Carpați.